# Unicaja Málaga
Maillots
Actualités
L’Unicaja Málaga est un club espagnol de basket-ball basé dans la ville de Malaga et évoluant en Liga ACB, soit le plus haut niveau du championnat d‘Espagne.

## Historique
Le club Málaga S.A.D. est le résultat de la fusion en 1992 de deux équipes de Málaga évoluant dans la ligue ACB : le Club Basket-ball Maristas de Málaga et El Caja de Ronda. La date de naissance de 1977 correspond à la naissance de ce dernier.

Ancien logo
Logo actuel

## Palmarès
| Compétitions nationales | Compétitions internationales |
| - Liga ACB (1) : - Vainqueur : 2006 - Finaliste : 1995, 2002 - Coupe du Roi (3) : - Vainqueur : 2005, 2023, 2025 - Finaliste : 2009, 2020 - Supercoupe (1) : - Vainqueur : 2024 | - EuroCoupe (1) : - Vainqueur : 2017 - Coupe Korać (1) : - Vainqueur : 2001 - Finaliste : 2000 - Ligue des champions : - Vainqueur (2) : 2024, 2025 - Coupe intercontinentale : - Vainqueur (1) : 2024 |

## Personnalités et joueurs du club

### Entraîneurs successifs
Le tableau suivant présente la liste des entraîneurs du club depuis 1977.
| Rang | Nom                      | Période     |
| ---- | ------------------------ | ----------- |
| 1    | Alfonso Queipo de Llano  | 1977-1979   |
| 2    | José María Martín Urbano | 1979-1980   |
| 3    | Damián Caneda            | 1980-1981   |
| 4    | Ramón Guardiola          | 1981-1982   |
| 5    | José María Martín Urbano | 1982        |
| 6    | Moncho Monsalve          | 1982-1984   |
| 7    | Ignacio Pinedo           | 1984-1985   |
| 8    | José María Martín Urbano | 1985        |
| 9    | Alfonso Queipo de Llano  | 1985-1986   |
| 10   | Arturo Ortega            | 1986-1987   |
| 11   | José María Martín Urbano | 1987        |
| 12   | Zoran Slavnić            | 1987-1988   |
| 13   | Mario Pesquera           | 1988-1990   |
| 14   | José María Martín Urbano | 1990-1992   |
| 15   | Javier Imbroda           | 1992-1998   |
| 16   | Pedro Ramírez Rodríguez  | 1998-1999   |
| 17   | / Božidar Maljković      | 1999-2003   |
| 18   | Paco Alonso              | 2003        |
| 19   | Chechu Mulero (es)       | 2003        |
| 20   | Sergio Scariolo          | 2003-2008   |
| 21   | Aíto García Reneses      | 2008-2011   |
| 22   | Chus Mateo               | 2011-2012   |
| 23   | Luis Casimiro            | 2012        |
| 24   | Jasmin Repeša            | 2012-2013   |
| 25   | Joan Plaza               | 2013-2018   |
| 26   | Luis Casimiro (en)       | 2018-2021   |
| 27   | Fótis Katsikáris         | 2021-2022   |
| 28   | Ibon Navarro (en)        | depuis 2022 |

### Joueurs emblématiques
- Michael Ansley
- Marcus Brown
- Louis Bullock
- Tremmell Darden
- Gerald Fitch
- James Gist
- Mark Payne
- Jamar Smith
- David Wood
- Florent Piétrus
- Stéphane Risacher
- Moustapha Sonko
- Frédéric Weis
- Milan Gurović
- Stefan Marković
- Nemanja Nedović
- Uroš Tripković
- Vladimir Štimac
- Álex Abrines
- Jorge Garbajosa
- Fran Vázquez
- Veljko Mršić
- Sandro Nicević
- Luka Žorić
- Yórgos Príntezis
- Kostas Vasileiadis
- Gintaras Einikis
- Mindaugas Kuzminskas
- Erazem Lorbek
- Michał Chyliński
- Jean-Jacques Conceição
- Joel Freeland
- Wálter Herrmann
- Eugene Jeter
- Daniel Santiago
- Nedžad Sinanović
- Kristaps Valters